# Hervé Hasquin
Hervé Hasquin (Charleroi, 31 december 1942) is een Belgisch historicus en professor aan de ULB, voormalig parlementslid en minister.

## Levensloop
Hasquin is afkomstig uit een welgesteld 'bourgeois'-gezin. Zijn vader was René-Pierre Hasquin, een invloedrijk financier van de Waalse pers die het dagblad "Journal-l'Indépendance" beheerde en stichter was van een blad uit Charleroi ("Le Métropolitain"). In dat blad schreef Hervé Hasquin een groot aantal redactionele hoofdartikelen onder een pseudoniem.
Hij behaalde aan de ULB de diploma's van licentiaat in de wijsbegeerte en letteren en geaggregeerde voor het secundair onderwijs en behaalde er in 1970 een doctoraat in de wijsbegeerte en de letteren. Na een stage bij het Nationaal Fonds voor Wetenschappelijk Onderzoek was hij daar van 1965 tot 1970 aspirant, van 1970 tot 1974 onderzoeksverantwoordelijke en van 1974 tot 1977 gekwalificeerd onderzoek. Vanaf 1970 was hij eveneens halftijds docent aan de ULB, waar hij van 1975 tot 1979 en van 1988 tot 2007 tevens buitengewoon hoogleraar, van 1979 tot 1988 gewoon hoogleraar, van 1974 tot 1979 vicerector bevoegd voor studentenzaken, van 1979 tot 1982 voorzitter van de faculteit Wijsbegeerte en Letteren en van 1982 tot 1986 de rector was. Later werd hij voorzitter van de raad van bestuur, van 1986 tot 1995. In 1983 richtte hij er de leerstoel Théodore Verhaegen voor maçonnieke wetenschappen op en van 1987 tot 2006 was Hasquin aan de ULB voorzitter van het Studie-instituut voor Religies en Laïciteit.
Vanaf het midden van de jaren 1970 raakte Hervé Hasquin actief betrokken bij het politieke leven. Hij nam in 1976 deel aan de oprichting van de Waalse Parti Réformateur Libéral (PRL), waar hij geleidelijk opklom tot ondervoorzitter, een mandaat dat hij van 1986 tot 1990 uitoefende, en tot secretaris-generaal, een mandaat dat hij van 1990 tot 1992 uitoefende. In die periode was hij ook de samensteller van twee delen van een geschiedkundig werk, "La Wallonie, le Pays et les Hommes" waarvan vijf delen verschenen. Dankzij zijn ijver voor de Waalse zaak, kreeg hij een biografie in de "Encyclopédie du Mouvement wallon" (Encyclopedie van de Waalse Beweging, Tome II, pp. 786–787). Daarenboven zetelde hij van 1982 tot 1987 in de raad van bestuur van de RTBF.
Voor de PRL was hij van 1983 tot 1985 eveneens gemeenteraadslid van Charleroi, waarna hij naar Sint-Lambrechts-Woluwe verhuisde. Hier werd hij van 1989 tot 2000 eveneens gemeenteraadslid en van 1995 tot 2000 schepen. Na een tweede verhuis, naar Opzullik of officieel Silly ditmaal, was hij daar van 2001 tot 2012 gemeenteraadslid, een mandaat dat hij cumuleerde met het voorzitterschap van het OCMW (Centre public d'action sociale).
Bovendien volgde hij een parlementaire loopbaan: van 1987 tot 1991 was hij provinciaal senator voor Brabant, van 1991 tot 1995 en voor korte tijd in 1999 was hij rechtstreeks gekozen senator, van 1989 tot 1995 zetelde hij in het Brussels Hoofdstedelijk Parlement, van 2004 tot 2007 in de Kamer van volksvertegenwoordigers en van 1995 tot 1999 in het Parlement van de Franse Gemeenschap. In het Brussels Hoofdstedelijk Parlement zat hij van 1991 tot 1995 de PRL-fractie voor.
Zijn loopbaan voerde hem ook naar de regering van het Brussels Hoofdstedelijk Gewest, waar hij als enige liberaal deel uitmaakte in de periode van 1995 tot 1999. In die periode was hij ook voorzitter van de "Commission communautaire française" (de Franse Gemeenschapscommissie). Van juli 1999 tot juli 2004 was Hervé Hasquin minister-president van de regering van de Franse Gemeenschap van België en bevoegd voor internationale betrekkingen en gelijkheid van kansen.
Op 17 januari 2005 werd Hervé Hasquin benoemd tot afgevaardigd beheerder van het Studie- en onderzoekscentrum Jean Gol (Centre d'études et de recherches Jean Gol), het studiecentrum van de Mouvement Réformateur, zoals de PRL vanaf 2002 was gaan heten. Met verwijzing naar zijn verleden als hoogleraar geschiedenis aan de Franstalige Vrije Universiteit van Brussel verkreeg hij als politicus de bijnaam "Hervé XIV". Hasquin bleef afgevaardigd beheerder tot in 2008 en was daarna van 2008 tot 2011 voorzitter van de raad van beheer van het Centrum voor Gelijkheid van Kansen en voor Racismebestrijding en van 2008 tot 2017 permanent secretaris van de Académie royale des sciences, des lettres et des beaux-arts de Belgique.

## Ideeën

### Overimmigranten
Lang voordat het Vlaams Blok of het Front National (België) stemmen haalden met hun migrantenstandpunt, verspreidde een Belgische anti-racistische organisatie "Résistances" informatie aangaande een relatief racisme dat door Franstalige politici van de Parti Réformateur Libéral werd vertoond, maar dat ook door Franstalige socialisten en christendemocraten werd gedragen. Hervé Hasquin verklaarde letterlijk in een vrije tribune in de krant Le Soir van 12 januari 1990:
"On ne peut nier, tout particulièrement en Région bruxelloise, que la densité d’étrangers extra-européens, très éloignés de nos traditions culturelles et philosophico-religieuses, posent d’autant plus de problèmes que beaucoup d’entre eux ne sont pas soucieux de s’intégrer dans nos populations (…). Le "seuil de tolérance" (…) a été atteint à maints endroits"
("Men kan niet ontkennen dat, in het bijzonder in de Brusselse regio, de sterke aanwezigheid van buiten-Europese vreemdelingen, die erg ver van onze culturele en filosofisch-religieuze tradities staan, bijzonder veel problemen creëert doordat velen van hen zich er niet voor willen inspannen om zich in onze bevolking te integreren (...). De tolerantiedrempel (...) is op verschillende plaatsen overschreden".)

### Overhomoseksualiteit
"Il n’y a pas de développement de l’humanité sans conjonction de l’homme et de la femme. Je revendique haut et fort mon hétérosexualité. Ce qui, dans l’ambiance du moment, me paraît parfois nécessaire. Il faut pouvoir s’affirmer. Sans complexe. Et je le fais parce que je n’aime pas les atmosphères de décadence comme celle de l’Empire romain." (Le Soir, 21/08/2005)
("Er is geen ontwikkeling in de mensheid zonder het verbond tussen man en vrouw. Ik claim met klem mijn heteroseksualiteit. Wat mij, gegeven het klimaat van deze tijd, soms nodig lijkt. Men moet ergens voor durven staan. Zonder complexen. En ik doe het omdat ik niet houd van een klimaat van decadentie zoals in het Romeinse Rijk.")

## Vrijmetselarij
Hij werd lid van de Brusselse loge "La Fraternité" van de Grootoosten van België.

## Eretekens
- België: Grootkruis Kroonorde, 2004
- commandeur in de Mérite wallon, 2011